# Vasvár
Vasvár là một thành phố thuộc hạt Vas, Hungary. Thành phố này có diện tích 55,1 km², dân số năm 2010 là 4326 người, mật độ 79 người/km².